# Павленко Валентина Василівна
Валенти́на Васи́лівна Павле́нко (18 грудня 1951, с. Бараші, Ємільчинський район) — українська поетка, член Національної спілки письменників України (2018).

## Біографія
Народилася 18 грудня 1951 року в с. Бараші Ємільчинського району на Житомирщині. Закінчила середню школу у рідному селі в 1969 р., згодом філологічний факультет Київського державного університету (1977), історичний факультет Вінницького педагогічного інституту (1995). Працювала журналісткою, учителем. Займається правозахисною діяльністю. Проживає у с. Кропивна Хмільницького району на Вінниччині.

## Літературна діяльність
Поетка. Віршувати почала ще у молодших класах школи. Дебютна добірка поезії опублікована в газеті «Літературна Україна» в січні 1970 року. Авторка збірок лірики:
- «Домівка птахів» (1989);
- «Істини» (1990);
- «Ріка на ім'я Здивування» (2016)[3];
- «Пам'ять місця» (2016)[4].

Друкується у періодиці, колективних збірках, зокрема є публікації в часописі «Сучасність», журналі «Вінницький край», альманасі «Поетична топоніміка» та ін.

Лауреат всеукраїнського літературного фестивалю «Відродження поезії» (Одеса, 2018).
|                     | …Валентина у моєму сприйнятті була різко відмежована від різного роду штампів, красивостей і дешевих поетизмів. Її поезії виявляли схильність авторки до глибокого вдумування у пережите і рефлексії над пережитим. Саме переживанням словесних колізій, які виникли з життєвих драм, визначався почерк поетки. Він досить увиразнився ув останні складні часи, що їх Валентина Павленко аналізує прискіпливо і своєрідно – як художник. |
| — Василь Герасим’юк | |

|                  | …Манера письма поетки не схожа ні на кого. І це похвально. Її жіноча лірика – соціальна, значима, морально стійка, інтригуюча. |
| — Дмитро Головко | |

|                    | Характерною ознакою творчого стилю Валентини Павленко є глибокий ліризм і граничний лаконізм. Не тільки в суто інтимних виявах, а й у несподіваних філософських прозріннях. |
| — Петро Перебийніс | |

|                    | Валентина Павленко постає в сучасному поетичному світі як митець самобутній, зовсім не схожий на інших. Вона не визнає римування, довільно ставиться й до ритміки вірша, але надзвичайно цікавий образний світ мислення і уяви виправдовує всі довільності в її поезії. |
| — Михайло Шевченко | |